# Fattigdomslöfte
Fattigdomslöfte, i religiösa sammanhang pratar man om ett löfte om fattigdom, som munkar och nunnor avger när de går i kloster. Det innebär ett avståndstagande från personligt ägande, d.v.s. alla ägodelar i klostret tillhör kommuniteten, inte individen.
Övriga klosterlöften: lydnad och  sexuell avhållsamhet.